# Макарова, Лидия Алексеевна
Лидия Алексеевна Макарова (род. 1937, Москва) — советский и российский врач-терапевт. Депутат Верховного Совета СССР 10-го созыва.

## Биография
Лидия Макарова родилась в 1937 году в Москве. Училась в медучилище. В 1960 году окончила 1-й Медицинский институт. В 1960—1962 годах работала участковым врачом поликлиники № 49 Краснопресненского района, с 1962 года — поликлиники № 115 Ворошиловского района (ул. Демьяна Бедного, 8). Избиралась депутатом Ворошиловского районного совета, входила в состав комиссии по народному образованию. В 1979 году избрана депутатом Верховного Совета СССР 10-го созыва от Киевского избирательного округа города Москвы.